# 塞爾城 (喬治亞州)
塞爾城（英語：Sale City）是一個位於美國喬治亞州米切爾縣的城鎮。

## 地理
塞爾城的座標為31°15′47″N 84°01′20″W / 31.26306°N 84.02222°W，而該地的平均海拔高度為109米（即358英尺）。

## 人口
根據2010年美國人口普查的數據，塞爾城的面積為4.70平方千米，當中陸地面積為4.70平方千米，而水域面積為0.00平方千米。當地共有人口380人，而人口密度為每平方千米81人。